# Urian Oakes
Urian Oakes (* 1631 in England; † 25. Juli 1681 in Cambridge, Massachusetts Bay Colony) war ein Pfarrer und Pädagoge, der in England und in der Kolonie Massachusetts tätig war.

## Leben

### Jugend und Zeit in England
Urian Oakes war der Sohn von Edward und Jane Oakes. Er wurde 1631 oder 1632 in England geboren und kam als Kind mit seinem Vater um 1640 nach Massachusetts. Der Politiker Thomas Oakes war sein Bruder. Er graduierte 1649 am Harvard College und kehrte nach England zurück. In der Zeit des Commonwealth of England wurde er Pfarrer in Titchfield. Er heiratete wahrscheinlich in England eine unbekannte Frau. In der Folge des Act of Uniformity 1662 verlor er seine Pfarrstelle.
Er fand Arbeit als Lehrer und nonkonformistischer Pastor.

### Harvard
Oakes Frau verstarb 1669. Zwei Jahre später wählte eine Gesandtschaft Oakes, da sie in England auf der Suche war nach einem Pastor für die vakante Kirche von Cambridge (Massachusetts). Er nahm den Posten im November 1671 an und wurde bald darauf auch einer der Governors des Harvard College. Leonard Hoar wurde 1672 Präsident von Harvard. Er war jedoch sehr unbeliebt, vor allem bei den Governors. Oakes und einige weitere seiner Kollegen traten zurück und, trotz zahlreicher Bemühungen des General Court of Overseers, nahmen sie ihre Ämter erst wieder auf, als Hoar selbst am 15. März 1675 die Präsidentschaft aufgab. Die freie Stelle wurde mit der Ernennung von Oakes besetzt. Er wollte diese jedoch nur provisorisch übernehmen; nachdem er die Amtsaufgaben jedoch vier Jahre lang versehen hatte, akzeptierte er 1679 die volle formale Ernennung und behielt den Posten bis zu seinem Tod in Cambridge am 25. Juli 1681. Calamy berichtet, dass Oakes bekannt war für „die ungewöhnliche Süßigkeit seines Charakters“ (the uncommon sweetness of his temper), und in Neuengland war er sehr beliebt bei seiner Gemeinde und gerühmt von allen, die ihn kennenlernten.

## Vermächtnis
Oakes war bekannt als Prediger und Latin. Von ihm überliefert sind nur drei Predigten, die er bei den jährlichen Wahlen der Artillery Company 1672 und 1676, sowie anlässlich der Wahl der Representatives 1673 hielt; außerdem eine Monody in englischen Versen (Cambridge, 1677) zum Tod von Thomas Shepard, dem Pastor der Kirche in Charlestown, Boston.